# Алексеј Воробјов
Алексеј Владимирович Воробјов (рус. Алексей Владимирович Воробьёв) је руски музички уметник и глумац, који је представљао Русију на Песми Евровизије 2011. године у Диселдорфу. Алексеј своје песме изводи на руском и енглеском језику. Популарност је стекао учешћем у руској верзији популарног музичког такмичења Х Фактор (рус. Секрет Успеха) 2005. године. Од децембра 2007. Алексеј је амбасадор добре воље УНИЦЕФ-а.

## Биографија
Алексеј Воробјов је рођен 19. јануара 1988. године у граду Тула у Русији. Његов отац Владимир Воробјов је био шеф обезбеђења у предузећу, а Надежда Воробјова мајка домаћица. Као дечак Алексеј је играо у локалном фудбалском тиму и у почетку је жело да се активно бави фудбалом. Међутим љубав према музици га је усмерила у другом правцу.

### Музичка каријера
Као дечак похађао је Средњу музичку школу у свом родном граду, одсек хармоника. Након завршене средње музичке школе уписао се на Музичку академију у Тули, али овај пут се одлучио да усавршава своје вокалне способности. У то време је наступао као солиста тулског фолклорног ансамбла »Услада«
Године 2005. победио је на 4. такмичењу младих музичара Русије у граду Рјазању у категорији „фолклорна музика“ а уједно је освојио и прво место као најбољи млади солиста. Исте године Алексеј одлази у Москву где успева да прође кастинг за велики музички телевизијски шоу »Секрет Успеха«  на којем је дошао до самог краја и заузео треће место у финалном делу такмичења. Убрзо се Алексеј преселио у Москву где је уписао Државну Музичку Академију на одсеку за поп и џез музику. Већ наредне 2006. године потписао је свој први професионални уговор са издавачком кућом Universal Music Russia.
Године 2007. добио је награду музичке тв куће МТВ за »Откриће године«, а у фебруару наредне године освојио је награду »Звукова́я доро́жка« у категорији „музика и филм“.
Алексеј је 2008. године учествовао на руском националном избору за Песму Евровизије али је његова песма «Новая Русская Калинка» заузела пето место у финалу. Покушао је и наредне године, али је био принуђен да се повуче са такмичења због других пословних обавеза. Међутим 2011. Алексеј је изабран да представља Русију на Песми Евровизије у Диселдорфу. Његову песму »Get You« компоновао је шведски продуцент RedOne (иначе познат по сарадњи са Лејди Гагом). У финалној вечери, Алексеј је освојио укупно 77 бодова, што је било довољно тек за 16. место од 25 учесника финала.

### Глумачка каријера
Његова филмска каријера започела је улогом у ТВ серији „Алисин сан“ 2006. године а улога Алекса му је донела велику популарност. Након што је дипломирао на Музичкој Академији 2008. Алексеј уписује студије глуме у класи Кирила Сјеребрјењикова, али је2010. прекинуо студије због пословних разлога.
Године 2010. победио је у плесном спектаклу »Ватра и лед«  у пару са клизачицом Татјаном Навком. Занимљиво је то да је Алексеј у финалу наступио са руком у гипсу.

## Дискографија

### Албуми
- »Детектор лажи Алексеја Воробјова« Детектор лжи Воробьёва (2011)

### Синглови
- 2006. — Лето
- 2006. — Русские забили
- 2007. — Алиса
- 2007. — Девчонка
- 2007. — Сейчас или никогда
- 2008. —
- 2008. — Новая Русская Калинка
- 2008. — Тоска
- 2008. — Ты и я
- 2008. — Забудь меня
- 2009. — Аккордеон
- 2009. —
- 2010. —
- 2010. — Бам Бам
- 2011. —
- 2012. — Будь, пожалуйста, послабее
- 2012. — Больше чем любовь (feat. KReeD)
- 2012. — Всегда буду с тобой
- 2013. — Золото манит нас (feat. Бјанка)
- 2013 — Первая
- 2013 Свихнуться без тебя (feat. Виктория Дайнеко)
- 2013 — Как в последний раз (совместно с братом Сергеем и сестрой Галиной)
- 2013 — Everybody TRAP
- 2013-Unfakeable
- 2013 — Почувствуй мою любовь (саундтрек к новогодней Деффчонок»)
- 2014- она и я (feat.ФрендЫ)
- 2014 — всегда буду с тобой (feat. Френды»)
- 2014 — Самба (feat. «Френды»)
- 2014— подлецу все к лицу
- 2014 —Обещай мне больше не сниться
- 2015 Когда растает первий снег (совместно с Христей)
- 2015 #ЯВДРОВА (feat. ФрендЫ)

### Спотови за песме
- 2006. — Лето
- 2006. — Русские забили
- 2007. — Алиса
- 2007. — Сейчас или никогда
- 2008. — Новая Русская Калинка
- 2008. — Забудь меня
- 2010. —
- 2010. — Бам Бам

## Филмографија
| Глумац        | Глумац                | Глумац             | Глумац    |
| Година        | Српски назив          | Руски назив        | Улога     |
| ------------- | --------------------- | ------------------ | --------- |
| 2006. — 2007. | Алисини снови         | Мечты Алисы        | Алекс     |
| 2008.         | Здраво дечаче!        | Привет, Киндер!    | Макс      |
| 2009.         | Скитско злато         | Золото скифов      | Глеб      |
| 2009.         | Москва. Ру            | Москва. Ру         | Виталиј   |
| 2009.         | Недовршена лекција    | Неоконченный урок  | Игор      |
| 2010.         | Фобос. Клуб страха    | Фобос. Клуб страха | Жења      |
| 2010.         | По шумама и горама    | В лесах и на горах | Алексеј   |
| 2010.         | Други                 | Вторые             | Карамишев |
| 2010.         | Медвеђи угао          | Медвежий угол      | Серјожа   |
| 2010.         | Брат и сестра         | Брат и сестра      | Васја     |
| 2010.         | Фрајери               | Классные мужики    | Антонио   |
| 2011.         | Било једном у Ростову | Однажды в Ростове  | Боб       |
| 2011.         | Самоубице             | Самоубийцы         | Алексеј   |